# Rio Bueno (Jamajka)
Rio Bueno, wieś rybacka położona w regionie Trelawny hrabstwa Cornwall, w północno-zachodniej części wyspy Jamajka przy ujściu rzeki o tej samej nazwie. 

## Atrakcje turystyczne
- XVIII-wieczne ruiny fortu Dundas.
- Anglikański kościół zbudowany w 1833 roku.
- baptystański kościół z 1901 roku zbudowany w miejscu wcześniej zniszczonego w wyniku zamieszek na tle religijnym[2].